# Alfredo Alberto Pacheco
Alfredo Alberto Pacheco (Santa Ana, 1 de diciembre de 1982-ib. 27 de diciembre de 2015) fue un futbolista salvadoreño. Jugaba de defensa y su último equipo fue Asociación Deportiva Isidro Metapán.

## Carrera
Debutó en el fútbol profesional con el FAS B, un equipo filial del C.D. FAS, y en 2001, debutó ya con la casaca del C.D. FAS, de su natal Santa Ana. Pacheco participó en más de 200 partidos de Primera División con el C.D. FAS. El carrilero izquierdo lideró a su equipo a cinco títulos nacionales durante su estancia en el club. 
En marzo del 2009 Pacheco fue fichado en forma de préstamo por Red Bull New York de la Major League Soccer, tras ser observado en varias ocasiones por el técnico del club Juan Carlos Osorio. Posteriormente retornó a El Salvador y vistió la camisola del Águila, en el Torneo Apertura 2010. Desde el Torneo Apertura 2011 jugó para Isidro Metapán, y ese mismo campeonato conquistó otro título.

### Internacional
Pacheco fue parte de la Selección de fútbol sub-23 de El Salvador que ganó la medalla de oro de los Juegos Centroamericanos y del Caribe San Salvador 2002 y desde entonces fue un habitual en las convocatorias de la selección mayor al punto que fue nombrado su capitán en los juegos oficiales disputados en la clasificación de Concacaf para la Copa Mundial de Fútbol de 2010.
Esta capitanía le fue retirada por un altercado que Pacheco tuvo con un aficionado en un encuentro de liga disputado en la oriental ciudad de La Unión, llegando al extremo de propinarle un golpe en el rostro, lo que causó graves lesiones al aficionado de tan solo 17 años.
Pacheco logró su primer objetivo oficial de El Salvador en un partido amistoso frente a DC United en 2003. Más tarde ese año, anotó su primer gol en competición oficial de El Salvador, frente a un tiro libre frente a Costa Rica en la Copa Oro 2003.

### Suspensión de por vida
El 20 de septiembre de 2013, la Federación Salvadoreña de Fútbol le suspendió de por vida de toda actividad relacionada con este deporte al haber sido encontrado culpable de amaños en juegos de la selección nacional junto a otros trece futbolistas.

### Después de la suspensión
Aunque Alfredo Pacheco fue suspendido de por vida siguió jugando fútbol en ligas locales de Estados Unidos. Jugó en un equipo perteneciente a la Liga Deportiva Morazán de fútbol amateur, con sede en Los Ángeles, California. Su equipo se llamaba Real Azacualpa.

## Clubes
| Club                                | País           | Año       | Partidos | Goles |
| ----------------------------------- | -------------- | --------- | -------- | ----- |
| Club Deportivo FAS                  | El Salvador    | 2000-2009 | 239      | 31    |
| New York Red Bulls (Préstamo)       | Estados Unidos | 2009      | 16       | 0     |
| Club Deportivo Águila               | El Salvador    | 2010-2011 | 25       | 3     |
| Asociación Deportiva Isidro Metapán | El Salvador    | 2011-2013 | 91       | 17    |

### Carrera como legionario
Actualizado al último partido jugado el 6 de agosto de 2009.
| Club                              | Div.                | Temporada           | Liga  | Liga  | Copas nacionales | Copas nacionales | Copas internacionales | Copas internacionales | Total | Total |
| Club                              | Div.                | Temporada           | Part. | Goles | Part.            | Goles            | Part.                 | Goles                 | Part. | Goles |
| --------------------------------- | ------------------- | ------------------- | ----- | ----- | ---------------- | ---------------- | --------------------- | --------------------- | ----- | ----- |
| New York Red Bulls Estados Unidos | 1.ª                 | 2009                | 14    | 0     | -                | -                | 2                     | 0                     | 16    | 0     |
| New York Red Bulls Estados Unidos | Total               | Total               | 14    | 0     | 0                | 0                | 2                     | 0                     | 16    | 0     |
| Total en su carrera               | Total en su carrera | Total en su carrera | 14    | 0     | 0                | 0                | 2                     | 0                     | 16    | 0     |

## Palmarés

### Clubes
| Equipo         | Torneo        |
| -------------- | ------------- |
| FAS            | Clausura 2002 |
| FAS            | Apertura 2002 |
| FAS            | Apertura 2003 |
| FAS            | Apertura 2004 |
| FAS            | Clausura 2005 |
| FAS            | Apertura 2009 |
| Isidro Metapán | Apertura 2011 |
| Isidro Metapán | Apertura 2012 |

### Selección nacional
| Año  | Equipo             | Torneo                               |
| ---- | ------------------ | ------------------------------------ |
| 2002 | El Salvador sub-23 | Juegos Centroamericanos y del Caribe |

## Muerte
El 27 de diciembre de 2015, alrededor de las 3:30 de la madrugada, fue asesinado en una gasolinera de Santa Ana con un arma de fuego, mientras que otras dos personas resultaron heridas. Se reportó que se disponía a ir al baño de las instalaciones cuando varios sujetos los atacaron.